# Сен-Фьякр (Кот-д’Армор)
Сен-Фьякр (фр. Saint-Fiacre, брет. Sant-Fieg) — коммуна во Франции, находится в регионе Бретань. Департамент — Кот-д’Армор. Входит в состав кантона Плело. Округ коммуны — Генган.
Код INSEE коммуны — 22289.

## География
Коммуна расположена приблизительно в 400 км к западу от Парижа, в 110 км западнее Ренна, в 23 км к западу от Сен-Бриё.

## Население
Население коммуны на 2016 год составляло 214 человек.
| 1962 | 1968 | 1975 | 1982 | 1990 | 1999 | 2008 | 2016 |
| ---- | ---- | ---- | ---- | ---- | ---- | ---- | ---- |
| 255  | 299  | 244  | 232  | 207  | 197  | 226  | 214  |

## Администрация
| Период | Период | Фамилия         | Партия       | Примечания      |
| ------ | ------ | --------------- | ------------ | --------------- |
| 2001   | 2008   | Даниель Будер   |              |                 |
| 2008   | 2014   | Жильбер Ле Биан | Разные левые | предприниматель |

## Экономика
В 2007 году среди 128 человек в трудоспособном возрасте (15—64 лет) 102 были экономически активными, 26 — неактивными (показатель активности — 79,7 %, в 1999 году было 71,7 %). Из 102 активных работали 96 человек (56 мужчин и 40 женщин), безработных было 6 (2 мужчин и 4 женщины). Среди 26 неактивных 6 человек были учениками или студентами, 13 — пенсионерами, 7 были неактивными по другим причинам.

## Достопримечательности
- Церковь Сен-Фьякр[фр.] и оссуарий (XV век). Исторический памятник с 1915 года[3]

## Фотогалерея

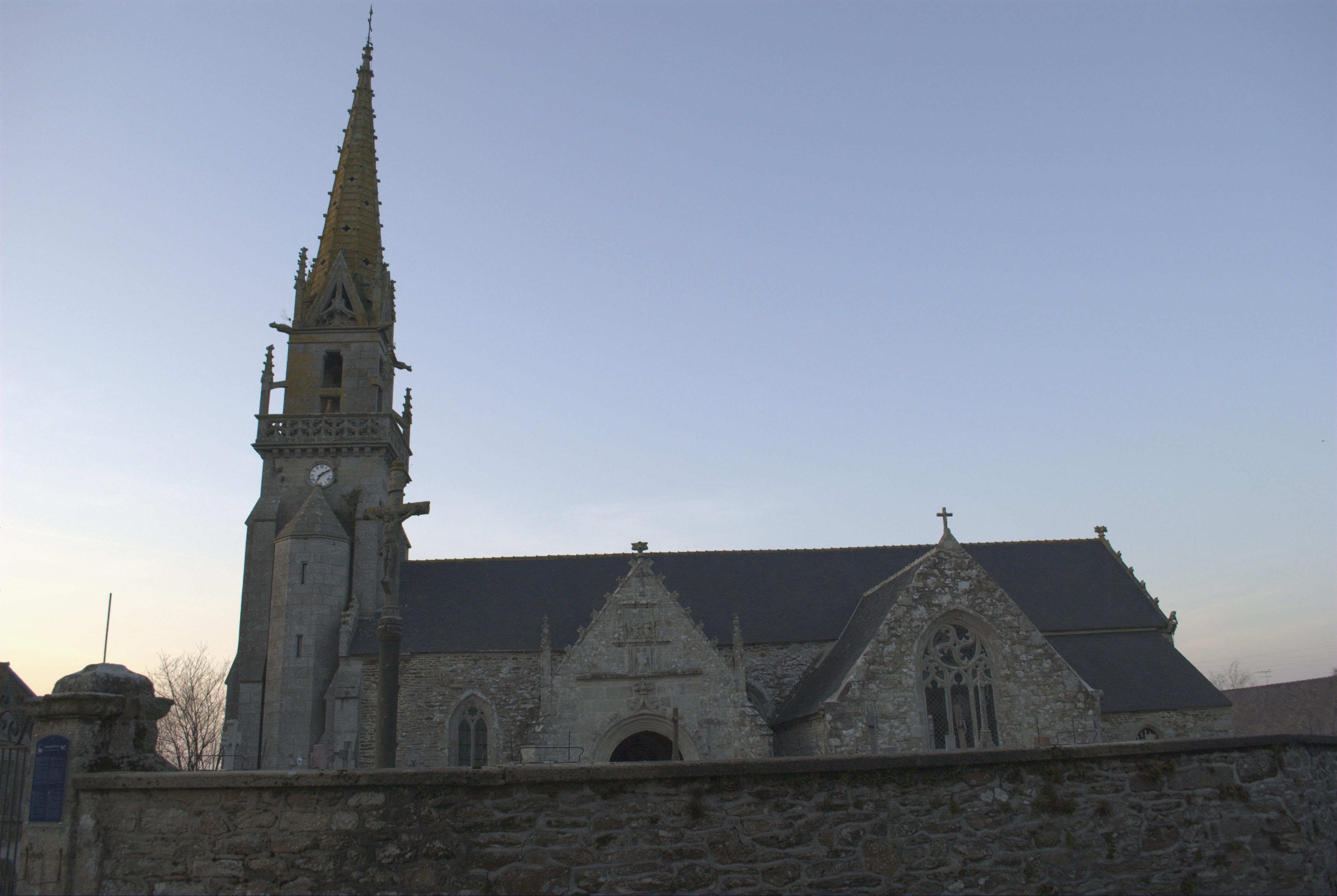
Церковь Сен-Фьякр
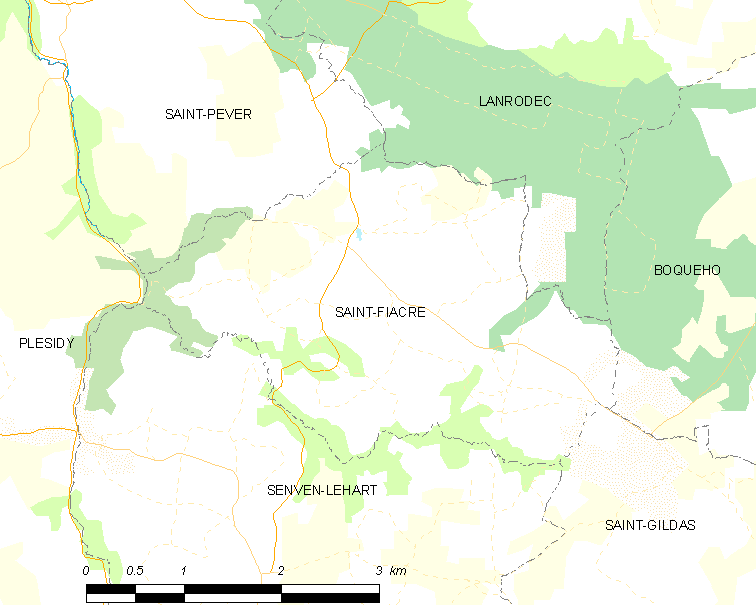
Карта коммуны